# Seo Hyo-rim
Seo Hyo-rim (서효림?, 徐孝琳?, Sŏ Hyo-rimMR; Seul, 6 gennaio 1985) è un'attrice sudcoreana.
Ha esordito nel 2007 nella serie televisiva Kkotpineun bom-i omyeon, facendosi notare dieci anni dopo per il ruolo di Ha Yeon-joo nella fiction Bapsang charineun namja, per cui è stata candidata all'MBC Drama Award come attrice eccellente in una serie del weekend.

## Filmografia

### Cinema
- Nae sarang nae gyeot-e (내 사랑 내 곁에?), regia di Park Jin-yo (2009)
- Jug-igo sip-eun (죽이고 싶은?), regia di Jo Won-hee e Kim Sang-hwa (2010)
- In Dream (인드림?), regia di Shin Jae-ho (2023)
- Gamun-ui yeonggwang: Returns (가문의 영광:리턴즈?), regia di Jung Yong-gi (2023)

### Televisione
- Kkotpineun bom-i omyeon (꽃피는 봄이 오면?) – serie TV (2007)
- Insun-ineun yeppeuda (인순이는 예쁘다?) – serie TV (2007)
- Geubun-i osinda (그분이 오신다?) – serial TV (2008-2009)
- Geudeur-i saneun sesang (그들이 사는 세상?) – serie TV (2008)
- Jalhaetgun jalhaess-eo (잘했군 잘했어?) – serie TV (2009)
- Seti (세티?) – webserie (2009)
- Baram bur-eo joh-eunnal (바람 불어 좋은 날?) – serial TV (2010)
- Seonggyun-gwan scandal (성균관 스캔들?) – serie TV (2010)
- Yeo-in-ui hyanggi (여인의 향기?) – serie TV (2011)
- Nado, kkot! (나도, 꽃!?) – serie TV (2011)
- Geu gyeo-ul, baram-i bunda (그 겨울, 바람이 분다?) – serie TV (2013)
- Jugun-ui tae-yang (주군의 태양?) – serie TV, episodi 9-10 (2013)
- Kkeut-eomneun sarang (끝없는 사랑?) – serie TV (2014)
- Minyeo Gong Shim-i (미녀 공심이?) – serie TV (2016)
- Bapsang charineun namja (밥상 차리는 남자?) – serie TV (2017-2018)
- Kimbiseoga wae geureolkka (김비서가 왜 그럴까?) – serie TV, episodi 9, 16 (2018)
- Bikyeora unmyeong-a (비켜라 운명아?) – serie TV (2019)
- Otsomae bulg-eun kkeutdong (옷소매 붉은 끝동?) – serie TV (2021-2022)
- Behind Every Star (연예인 매니저로 살아남기?) – serie TV (2022) – cameo